# Starkoč
Starkoč (německy Starkotsch) je obec v okrese Kutná Hora ve Středočeském kraji. Leží asi devatenáct kilometrů východně od Kutné Hory. Žije zde 154 obyvatel. Obcí protéká Starkočský potok, který je pravostranným přítokem řeky Doubravy.

## Charakteristika
Obec se nachází 5,5 kilometru severně od Ronova nad Doubravou, jedenáct kilometrů západně od Heřmanova Městce a devět kilometrů severovýchodně od Čáslavi. Zástavba je soustředěna kolem prostorné obdélné návsi, na niž pravoúhle navazuje několik dalších ulic. Východně od návsi stojí na výrazném vršku barokní kostel obklopený hřbitovem. Ostatní zástavba je z 19. a 20. století.

## Historie
První písemná zmínka pochází z roku 1355.
Ve vsi Starkoč (510 obyvatel) byly v roce 1932 evidovány tyto živnosti a obchody: sušárna čekanky, 2 hostince, 2 koláři, kovář, krejčí, obuvník, pekař, palírna slivovice a borovičky, 2 obchody se smíšeným zbožím, šrotovník, 2 trafiky, truhlář, zámečník.

## Obyvatelstvo
| Rok            | 1869 | 1880 | 1890 | 1900 | 1910 | 1921 | 1930 | 1950 | 1961 | 1970 | 1980 | 1991 | 2001 | 2011 | 2021 |
| -------------- | ---- | ---- | ---- | ---- | ---- | ---- | ---- | ---- | ---- | ---- | ---- | ---- | ---- | ---- | ---- |
| Počet obyvatel | 543  | 568  | 624  | 574  | 572  | 510  | 503  | 367  | 305  | 229  | 171  | 114  | 109  | 112  | 140  |
| Počet domů     | 79   | 82   | 89   | 90   | 95   | 96   | 106  | 107  | 95   | 79   | 70   | 84   | 86   | 91   | 96   |

## Obecní správa

### Územněsprávní začlenění
Dějiny územněsprávního začleňování zahrnují období od roku 1850 do současnosti. V chronologickém přehledu je uvedena územně administrativní příslušnost obce (osady) v roce, kdy ke změně došlo:
- do 1849 země česká, kraj Čáslav
- 1850 země česká, kraj Pardubice, politický okres Kutná Hora, soudní okres Čáslav[8]
- 1855 země česká, kraj Čáslav, soudní okres Čáslav
- 1868 země česká, politický i soudní okres Čáslav
- 1939 země česká, Oberlandrat Kolín, politický i soudní okres Čáslav[9]
- 1942 země česká, Oberlandrat Praha, politický i soudní okres Čáslav[10]
- 1945 země česká, správní i soudní okres Čáslav[11]
- 1949 Pardubický kraj, okres Čáslav[12]
- 1960 Středočeský kraj, okres Kutná Hora
- 1961 Středočeský kraj, okres Kutná Hora, městys Bílé Podolí[13]
- k 24. listopadu 1990 Středočeský kraj, okres Kutná Hora[13]
- 2003 Středočeský kraj, obec s rozšířenou působností Čáslav

### Obecní symboly
Znak a vlajka byly obci uděleny rozhodnutím předsedkyně Poslanecké sněmovny Parlamentu České republiky dne 25. listopadu 2011.

## Zajímavosti

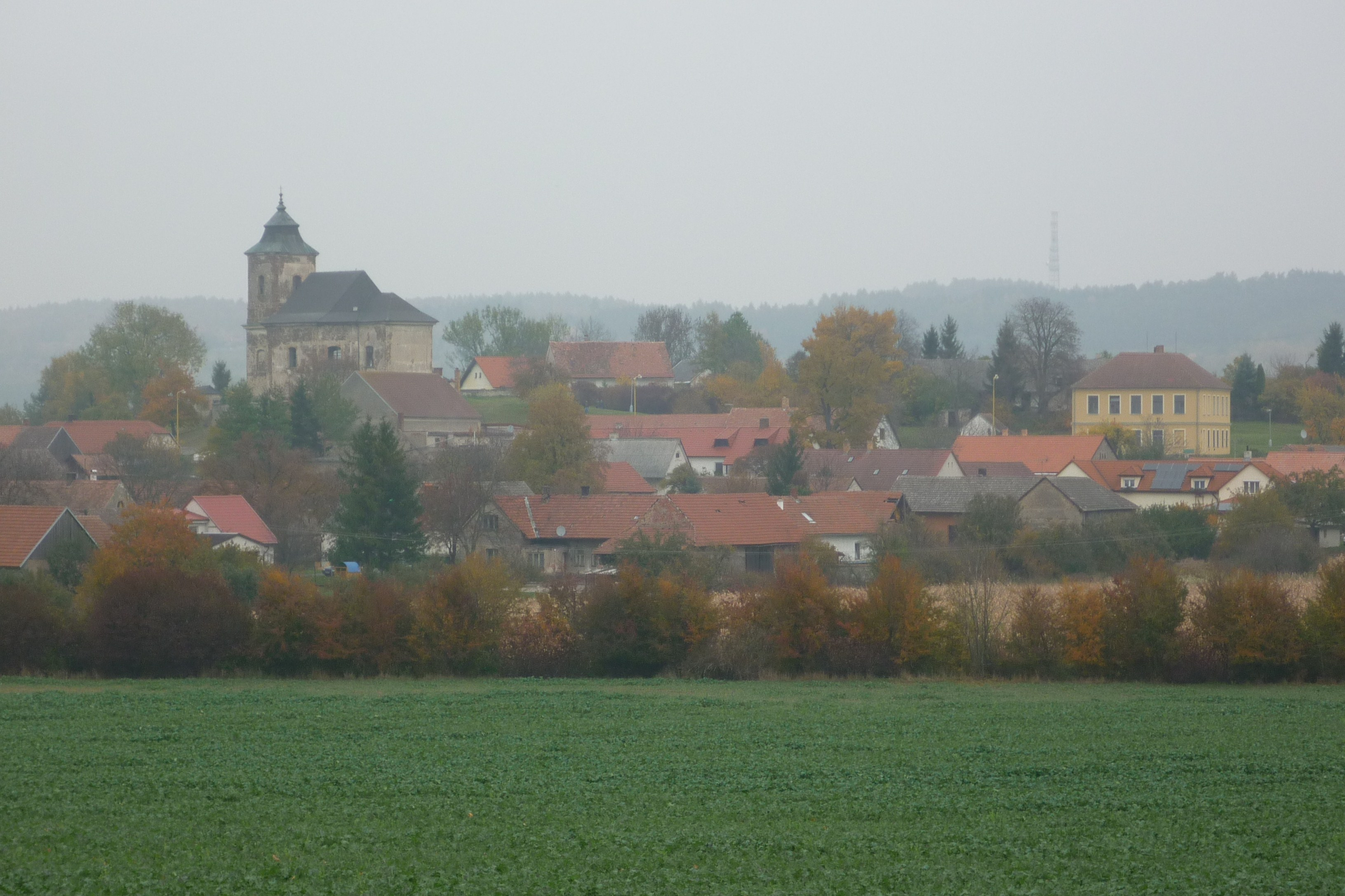
Pohled na obci z území přírodní památky Starkočský lom

Na území obce, zhruba 700 metrů jihozápadně od vsi, se nachází přírodní památka Starkočský lom.

## Doprava
Dopravní síť
- Pozemní komunikace – do obce vedou silnice III. třídy. Okrajem území obce ve vzdálenosti jeden kilometr od zastavěné části vede silnice I/17 Čáslav – Chrudim – Zámrsk.
- Železnice – železniční trať ani stanice na území obce nejsou.

Veřejná doprava 2011
- Autobusová doprava – v obcí zastavovaly v pracovních dnech autobusové linky z Čáslavi do Heřmanova Městce, Hradce Králové, Chrudimi, Kolína, Kutné Hory, Pardubic, Prahy, Ronov nad Doubravou a Třemošnice (dopravce Veolia Transport Východní Čechy). O víkendu byla obec bez dopravní obsluhy.

## Pamětihodnosti
Na východní straně obce se nachází vrcholně barokní neorientovaný jednolodní kostel Nanebevzetí Panny Marie z roku 1738. V současné době[kdy?] začal být díky opravám obce Starkoč kostel občas využíván a částečnými opravami se předchází jeho chátrání. Od roku 2003 se na kostele za pomoci sbírky místních občanů podařilo zhotovit novou střechu. Nová střecha a paradoxně i rozbitá okna způsobily, že celková statika kostela je ve velmi dobrém stavu. Od roku 2010, kdy bylo ve volbách zvoleno nové zastupitelstvo, se pomalu ale jistě začíná opravovat vnitřek kostela. Zbylé artefakty a mobiliář jsou umístěny v čáslavském muzeu. Oltářní obraz je již dlouhá léta umístěn v klášteře v Broumově. V roce 2016 byl založen Spolek za záchranu starkočského kostela, který se nyní snaží získat ve spolupráci s obcí co nejvíce finančních prostředků na opravu kostela.

## Osobnosti
- Karel Kněžourek (1857–1920), český učitel a přírodovědec, v letech 1893–1909 působil jako řídící učitel na místní škole
- Rudolf Krupička (1879–1951), básník a dramatik
- Josef Sekera (1897–1972), spisovatel

## Galerie

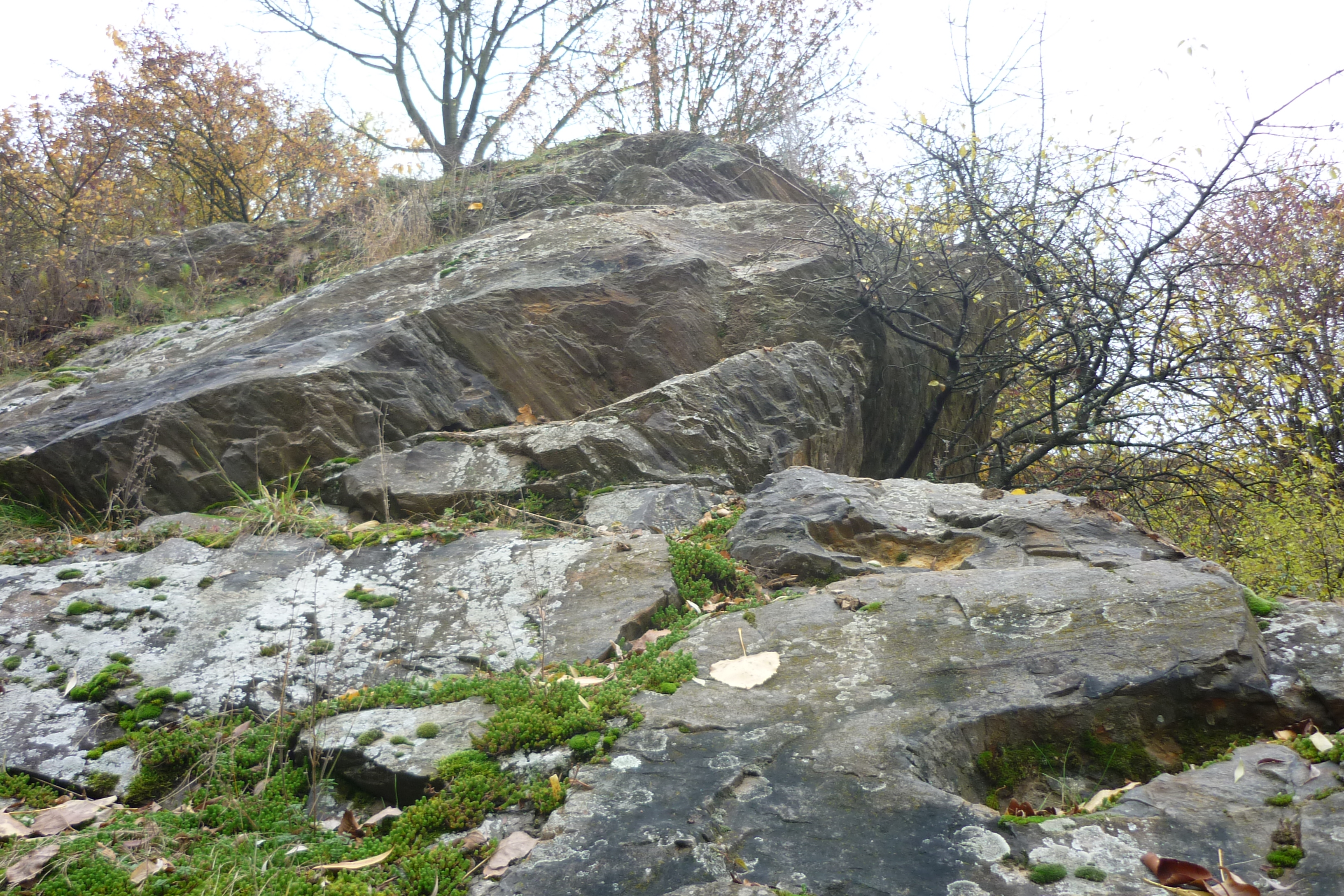
Starkočský lom
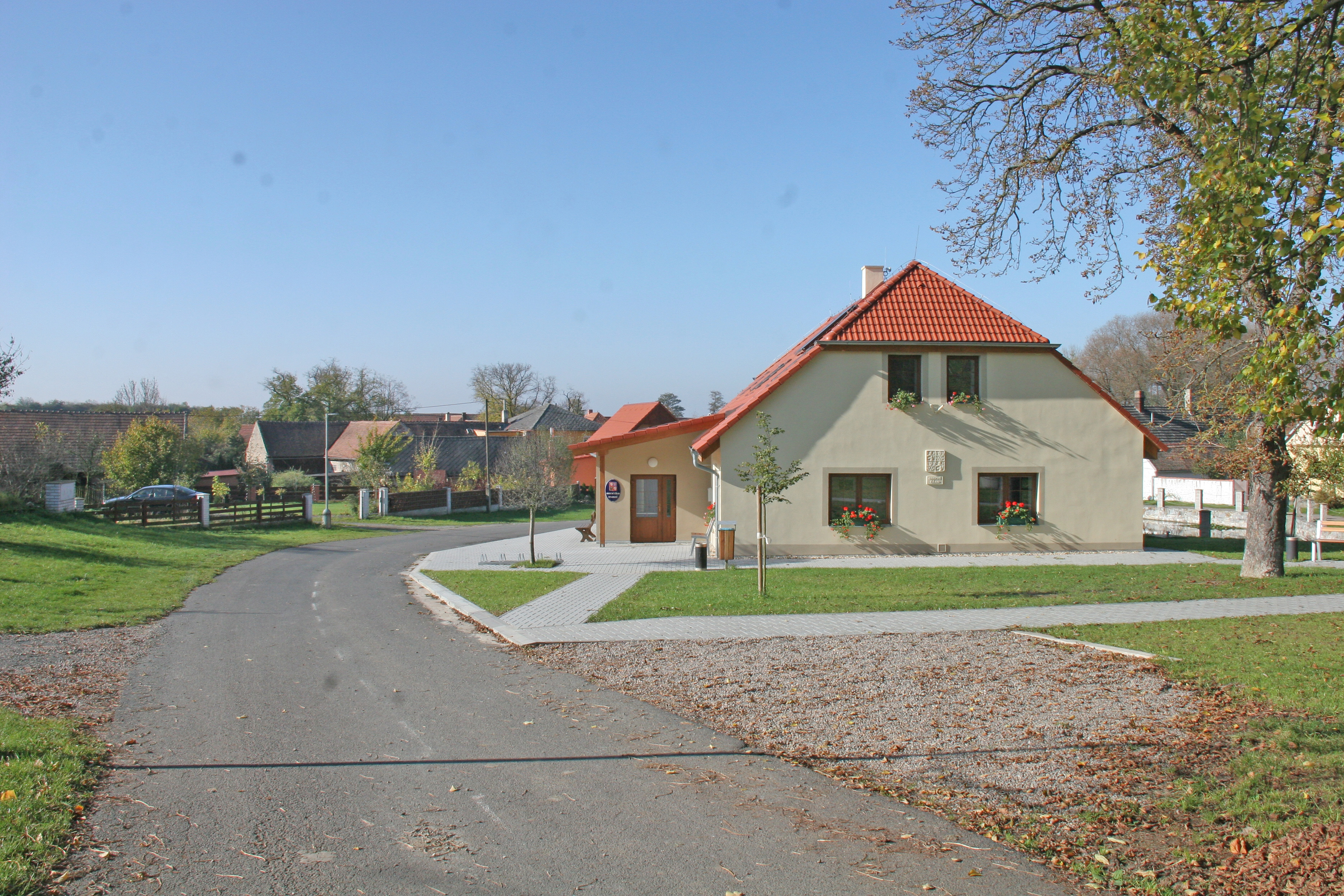
Obecní úřad
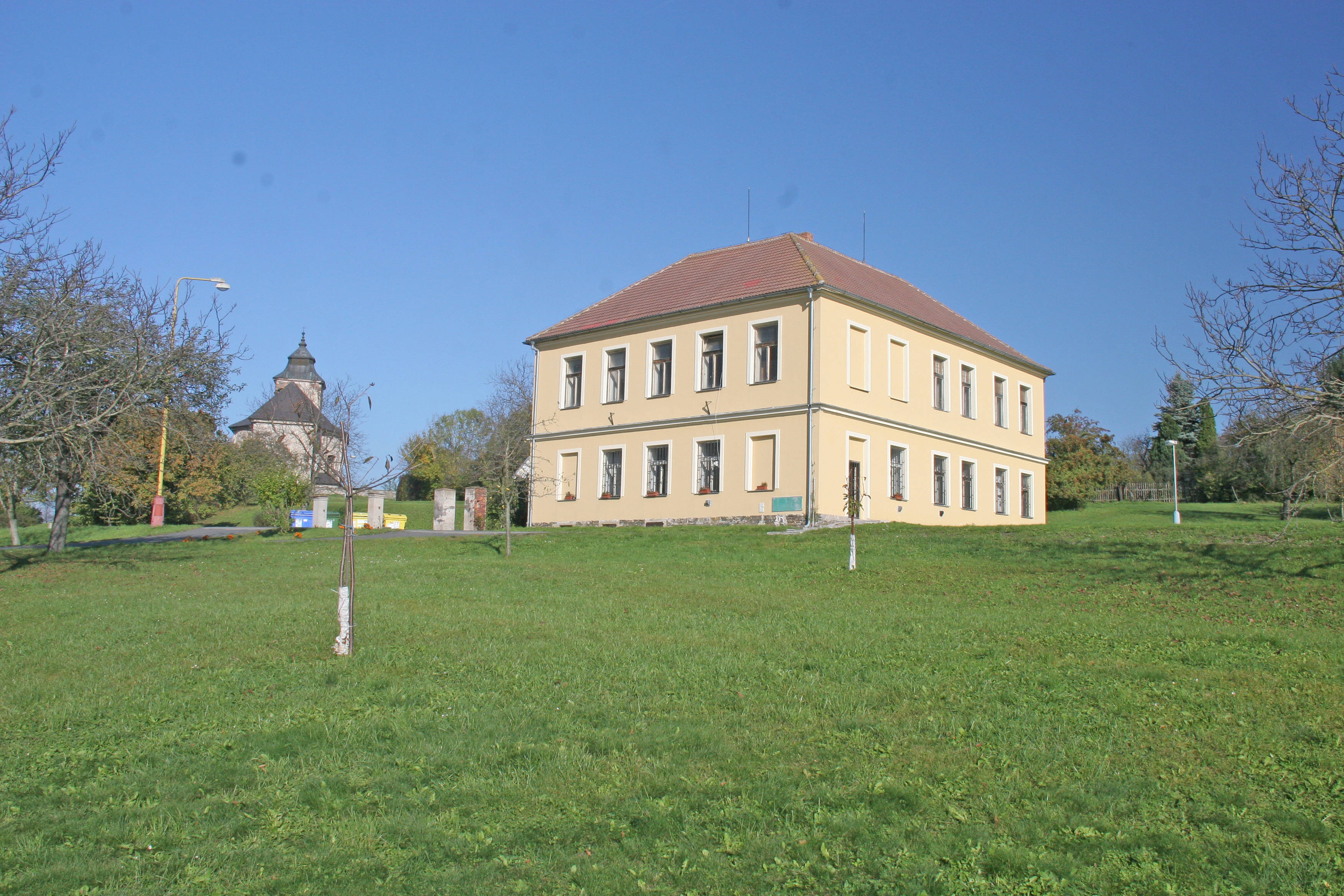
Bývalá škola